# Kreisgericht Schrimm
Das Kreisgericht Schrimm war von 1849 bis 1878 ein preußisches Kreisgericht mit Sitz in Schrimm.

## Geschichte
In Schrimm bestand bis 1849 das Land- und Stadtgericht Schrimm. Nach der Märzrevolution wurde dieses Gericht aufgehoben und in der ganzen Provinz Posen einheitlich Kreisgerichte gebildet. In Schrimm entstand so das Kreisgericht Schrimm. Es war eines von 16 Kreisgerichten im Sprengel des Appellationsgerichts Posen.
Der Sprengel des Kreisgerichts Schrimm umfasste den Kreis Schrimm mit den Städten Bnin, Dolzig, Jaraczewo, Kurnik, Moschin, Schrimm und Xions mit 51.659 Gerichtseingesessenen (1861). Das Kreisgericht Posen war das zuständige Schwurgericht für das Kreisgericht Schrimm. Gerichtstage wurden in Dolzig, Kurnik, Moschin und Xions gehalten. Das Gericht bestand aus einem Direktor und acht Kreisrichtern.
Im Rahmen der Reichsjustizgesetze wurde das Gerichtswesen in Deutschland 1879 vereinheitlicht. Damit wurde das Kreisgericht Schrimm aufgehoben und das königlich preußische Amtsgericht Schrimm mit Wirkung zum 1. Oktober 1879 als eines von neun Amtsgerichten im Bezirk des Landgerichtes Posen als Nachfolger gebildet.